# Sorex pribilofensis
Sorex pribilofensis — вид роду мідиць (Sorex) родини мідицевих.

## Поширення
Вид проживає на острові св. Павла (90 км²), одному з островів Прибилова, Аляска, США. Середовищем проживання виду є морська тундра.

## Звички
Комахоїдний.

## Загрози та охорона
Оскільки ареал S. pribilofensis, обмежений одним островом, цей вид є вразливим для локалізованих збурень.